# Thiratoscirtus
Thiratoscirtus es un género de arañas saltarinas de la familia Salticidae.

## Especies
- Thiratoscirtus alveolus Wesołowska & Russell-Smith, 2011
- Thiratoscirtus atakpa Wesołowska & Edwards, 2012
- Thiratoscirtus bipaniculus Wesołowska & Russell-Smith, 2011
- Thiratoscirtus capito Simon, 1903
- Thiratoscirtus cinctus (Thorell, 1899)
- Thiratoscirtus efik Wesołowska & Edwards, 2012
- Thiratoscirtus elgonensis Dawidowicz & Wesołowska, 2016
- Thiratoscirtus fuscorufescens Strand, 1906
- Thiratoscirtus gambari Wesołowska & Russell-Smith, 2011
- Thiratoscirtus harpago Wesołowska & Russell-Smith, 2011
- Thiratoscirtus lamboji Seiter & Wesołowska, 2015
- Thiratoscirtus mastigophorus Wiśniewski & Wesołowska, 2013
- Thiratoscirtus minimus Dawidowicz & Wesołowska, 2016
- Thiratoscirtus mirabilis Wesołowska & Russell-Smith, 2011
- Thiratoscirtus monstrum Wesołowska & Russell-Smith, 2011
- Thiratoscirtus niveimanus Simon, 1886
- Thiratoscirtus oberleuthneri Seiter & Wesołowska, 2015
- Thiratoscirtus obudu Wesołowska & Russell-Smith, 2011
- Thiratoscirtus patagonicus Simon, 1886
- Thiratoscirtus perspicuus Wiśniewski & Wesołowska, 2013
- Thiratoscirtus procerus Wesołowska & Edwards, 2012
- Thiratoscirtus remyi (Berland & Millot, 1941)
- Thiratoscirtus torquatus Simon, 1903
- Thiratoscirtus versicolor Simon, 1902
- Thiratoscirtus vilis Wesołowska & Russell-Smith, 2011
- Thiratoscirtus yorubanus Wesołowska & Russell-Smith, 2011